# DeviceNet
DeviceNet est un protocole de communication de couche applicative (couche 7 du modèle OSI) utilisé dans l’industrie pour connecter et administrer à distance une large gamme d’appareils tels que des capteurs. Ce protocole utilise le CanBus (Controller area network).

## Critères topologiques
- Longueur maximale : 500m
- Distance maximale entre équipements : 10m
- Topologie : Bus  et Etoile avec résistance de fin de ligne
- Source de 24 volts courant continu

## Critères techniques
- Vitesse maximale de transmission des données : 500 kbit/s
- Temps de réaction minimum : <160 µs
- Temps de réaction maximal : Non défini
- Synchronisation : Avec signal de synchronisation suivant la norme NEC72005
- Nombre maximal d’équipements sur le même réseau : 64
- Modes d’adressage : Arbitraire bit à bit

## Sources
Site de RockwellAutomation